# Български туристически съюз
Българският туристически съюз (съкратено БТС) е независимо, доброволно, непартийно и неправителствено сдружение с идеална цел, основано на 27-28 август 1895 г. на Черни връх във Витоша под ръководството на писателя Алеко Константинов (Щастливеца), който е считан за патрон на съюза.

## Членство, дейност
Членове на съюза могат да бъдат физически и български юридически лица. Макар че е известен като организация главно за пешеходен туризъм, съюзът насърчава развитието и на други форми на туризъм и отдих, както и родолюбива, природолюбива и екологична дейност. Стимулира специфични спортове като алпинизъм, спортно ориентиране, спелеология (пещернячество).
Сред инициативите на съюза е Движение 100 национални туристически обекта, водещо началото си от 1966 г. БТС е организатор на движението „Опознай България – Стоте национални туристически обекта“. От 1 януари 2005 г. БТС стартира Движението „Покорител на десетте планински първенци“.
БТС разполага общо с 410 обекта за подслон, включително: 219 хижи с 13 062 легла, 26 заслони с 283 легла, 33 дома с 2394 легла, 33 туристически спални с 1296 легла, 13 къмпинга с 383 легла.
Печатни органи: вестник „Ехо“ и списание „Български турист“.
Официалният празник на организацията се чества в последната неделя на август.

## Европейски маршрути
БТС съвместно с Федерацията на европейските пешеходни асоциации поддържа т.нар. европейски пешеходни маршрути, като 3 от тях преминават през България:
- Е-3: Ардени – Ерцгебирге – Карпати – Стара планина – Черно море, с дължина около 8250 км. Част от него е българският маршрут Ком-Емине.
- Е-4: Гибралтар – Пиренеи – Алпи – Карпати – Рила – Пирин – Олимп – Кипър, с дължина около 10 000 км. Българската му част, известна като „Четирите планини“, включва Витоша – Верила – Рила – Пирин – Славянка.
- Е-8: Атлантически океан – Северно море – Рейн – Майн – Дунав – Карпати – Рила – Родопи – Босфор. В България маршрутът е с дължина около 600 км.

## Известни деятели
- Алеко Константинов (1863 – 1897), писател и общественик
- Димитър Пешев (1894 – 1973), юрист и общественик
- Кирил Вазов (1855 – 1943), медик и общественик